# 景気循環
景気循環（けいきじゅんかん、英:Business cycle）とは、経済全体の活動水準である景気において、循環的に見られる変動のことである。景気循環（けいきじゅんかん）、景気変動（けいきへんどう）、景気の波（けいきのなみ）とも呼ばれる。景気が一定の原因により決まった周期で恒常的・法則的に循環すると考える説を、景気循環論（けいきじゅんかんろん）という。

## 概要
景気循環局面の分割については、

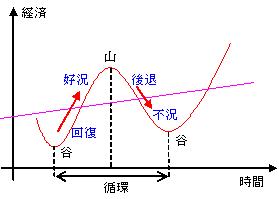
景気動向指数と景気循環（4局面分割）

1. 1循環を拡張（拡大）局面（好況、ブーム (boom)、エクスパンション (expansion)）と後退局面（不況、リセッション (recession)、コントラクション (contraction)）の2局面に分ける考え方
2. 1循環を回復、好況（拡張・拡大）、後退、不況（収縮）の4局面に分割する考え方

がある。なお、日本の内閣府は2局面に分割して、景気循環を表している。

### 2局面分割
2局面分割の場合には、景気拡張（拡大）局面の最高点が山で景気後退局面の最低時点が谷であり、谷から谷までが1循環とされている。
日本政府が発表する景気循環（景気基準日付）は、ディフュージョン・インデックス（DI）を中心とした景気動向指数を用いて2局面に分割した景気循環であり、景気動向指数と景気循環との関係を景気動向指数が50%を超えている期間を景気拡張期とし、50%を切っている期間を景気後退期としている。また、景気動向指数が0%から100%に向かう期間を不況（不景気）、100%から0%に向かう期間を好況（好景気）としている。なお、景気動向指数が50%の点を景気転換点と呼び、0%から100%へ向かう方向での50%の点が景気の谷となり、100%から0%に向かう方向での50%の点が景気の山となる。すなわち、景気が山の時も谷の時も景気動向指数は50%となる。
| 景気動向指数 | 50%      | 50→100%              | 100→50%              | 50%      | 50→0%          | 0→50%          | 50%      |
| ------------ | -------- | -------------------- | -------------------- | -------- | -------------- | -------------- | -------- |
| 景気循環     | 景気の谷 | 景気の拡張（拡大）期 | 景気の拡張（拡大）期 | 景気の山 | 景気の後退期   | 景気の後退期   | 景気の谷 |
| 景気循環     | 景気の谷 | 不況（不景気）       | 好況（好景気）       | 景気の山 | 好況（好景気） | 不況（不景気） | 景気の谷 |

ただし、2008年4月以降、コンポジット・インデックス（CI）を中心とする景気動向指数に切り替わり、それ以後は、CIによる景気判断も加わるようになった。
景気拡張期や後退期の好況・不況の判断の際には、産出量ギャップ（GDPギャップ）を参照。

### 4局面分割
4局面分割では正常な水準から出発して、好況（拡張・拡大）、後退、不況（収縮）、回復の各局面を経て、再び正常な水準に戻るまでを1循環とすることが多い。
多くの景気循環の計測において、2分割（景気拡張期、景気後退期）で示されることが多いが、景気循環の計測の基礎となっているバーンズとミッチェルの景気循環の定義では4分割であらわされている。ただし、回復と好況、および後退と不況の境目を計測することが困難なため、ほとんど4分割で表示されることはない。
| 4局面分割 | 回復 | 好況（拡張・拡大） | 後退 | 不況（収縮） |

## 景気循環の種類
景気循環に関してはキチン循環、ジュグラー循環、クズネッツ循環、コンドラチェフ循環の4つの説が有名であり、それぞれ循環の発見者の名前をとっている。また、循環は波とも呼ばれる。
循環を周期の違いで分類する研究は、現代マクロ経済学が発展してから学会の関心を失った。分類研究は常日頃に起こる循環を考えるのにほとんど役に立たないからである。
ただし、景気が循環的な動きを示すことは確かであり、エコノミスト・政府関係者が景気動向を判断する上で、景気循環の存在・経験則は重視されている。

### キチン循環
約40カ月の比較的短い周期の循環。短期波動とも呼ばれる。アメリカの経済学者ジョセフ・A・キチンが1923年の論文でその存在が主張され、ヨーゼフ・シュンペーターの景気循環論によって「キチン循環」と名づけられた。主に企業の在庫変動に起因すると見られる。
在庫循環は長く景気循環の基礎であったが、1990年代アメリカの長期好況の中でこの循環は次第に不明瞭になっていった。一時は、景気循環が消滅したとまで言われたが、実際には設備投資の循環などを軸に景気循環は全く衰えていなかった。しかし、21世紀に入って在庫循環が次第に不明瞭になっていることは明らかになっている。グローバル化やIT革命（サプライチェーン・マネジメントの進展→在庫調整の短期化）が要因として挙げられている。

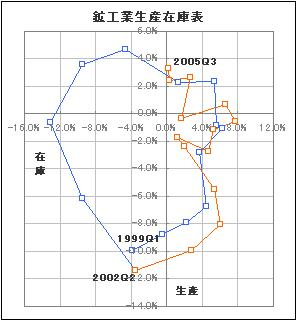
1999.1Q-2005.3Qの日本の在庫循環

右図は1999年第一四半期から2005年第三四半期までの、日本における在庫循環である。横軸が鉱工業生産指数の前年比変動率、縦軸が在庫指数の前年比変動率である。青線が循環の一周期である。赤線は次の周期の途中である。青線は1999年第一四半期から、2002年第二四半期まで14四半期（3年半：42ヶ月）である。
図の説明と循環（青線）の展開について述べる。
図の説明
在庫循環の図は右が生産の増加過程、左が生産の減少過程である。そして、上が在庫の増加過程、下が在庫の減少過程である。これにより生産と在庫の組み合わせが四つできる。
生産増在庫増
生産が増加し出荷を上回るために在庫が増加する状態で景気拡張の末期である。
生産減在庫増
生産過剰が調整され生産減少が始まるが、依然出荷を上回るため在庫は増加する。景気後退の初期である。
生産減在庫減
生産が減少し出荷を下回るため、在庫が減少する。景気後退の末期である。
生産増在庫減
出荷が回復し在庫水準がさらに低下したために生産が回復するが、出荷を下回るために在庫が減少する。景気拡張の初期である。
このように、生産が出荷に遅行する傾向があるため、在庫循環は左回りになる。
循環（青線）の展開
1. 1999.1Q-1999.2Q 生産減在庫減
1999年始めは、1998年における世界的な経済変調と日本の危機的な経済状況（金融危機）を抜け出し、景気後退の最終段階にあった。
2. 1999.3Q-2000.3Q 生産増在庫減
1999年後半から2000年の間は世界的なITバブルの絶頂期にあり日本の生産は回復基調に乗った。
3. 2000.4Q-2001.1Q 生産増在庫増
2000年秋にはITバブルが崩壊して失速し、在庫が積みあがった。
4. 2001.2Q-2001.3Q 生産減在庫増
在庫調整で生産は減少に転換した。
5. 2001.4Q-2002.2Q 生産減在庫減
生産はさらに減少し、出荷の低下を上回ったため在庫は減少に転じた。日本の景気は最も厳しい時期にさしかかった。
6. 2002.3Q -2005.3Q （赤線）生産増
生産は緩やかな回復（第14循環）を続ける。

### ジュグラー循環
約10年の周期の循環。中期波動とも呼ばれる。フランスの経済学者クレマン・ジュグラーが1860年の著書の中でその存在を主張したため、シュンペーターの景気循環論から「ジュグラー循環」と呼ばれる。企業の設備投資に起因すると見られる。

### クズネッツ循環
約20年の周期の循環。アメリカの経済学者サイモン・クズネッツが1930年にその存在を主張したことから、「クズネッツの波」と呼ばれる。約20年という周期は、住宅や商工業施設の建て替えまでの期間に相当することから、建設需要に起因するサイクルと考えられている。子が親になるまでの期間に近いことから人口の変化に起因するとする説もある。なお、クズネッツはシュンペーターの景気循環論に対して批判的だった。

### コンドラチェフ循環
約50年の周期の循環。長期波動とも呼ばれる。ロシアの経済学者ニコライ・ドミートリエヴィチ・コンドラチエフによる1925年の研究でその存在が主張されたことから、シュンペーターによって「コンドラチェフの波」と呼ばれ、その要因としてシュンペーターは技術革新を挙げた。第1波の1780 - 1840年代は、紡績機、蒸気機関などの発明による産業革命、第2波の1840 - 1890年代は鉄鋼、鉄道建設、1890 - 1920年代の第3波は電気、化学、自動車の発達によると考えた。この循環の要因として、戦争の存在を挙げる説もある。その後の第4波がエレクトロニクス、原子力、航空宇宙、第5波がコンピューターを基盤としたデジタル技術、バイオテクノロジーとして、それが現在終わりに差し掛かっているといった見方や、現在も第4波が続いていて、これからライフサイエンス、人工知能、ロボットがけん引する第5波が来るといった見方がある。

## 景気循環の影響
短期的な経済変動は、支出面の動きで決まるとされている。

### 賃金
一般にインフレや景気と賃金がスライドする労働者（会社員など）に比べ、賃金硬直性の強い労働者（公務員など）は、好景気時は相対的に貧しくなる。一方、景気の悪い時期においては、公務員などは会社員などと比べると賃金が下がりづらい為、相対的に豊かになる。

### 雇用
一般的に、景気が良くなっているときは企業は人を増やそうとして企業などに雇われる雇用者は増加する。一方、景気が悪くなっているときは企業はコスト削減のために人件費を減らそうとして雇用を抑制、または雇用者を解雇する。なお、雇用関係の指標は景気に対して遅行する場合が多い。詳しくは失業を参照。

### 金融機関
不況になると、企業の資金需要は減退し、貸出金の増加テンポが鈍くなり、やがて減少に転じる。不景気が長期化すると不良債権が増えて貸倒引当金を積み増すため、利益が圧迫される。好景気になると、企業は、金融機関から資金を借りてでも資金調達し、生産設備等の設備投資にあるいは運転資金に充てようとするため、資金需要が旺盛となり、金融機関の貸出金残高も増加する。やがて業績不振の企業が立ち直ると共に不良債権が減り引当金が必要なくなり、これを取り崩すため、利益が増大する。
同様に、個人についても好況が続くと、将来的にも雇用不安が少なくなり、賃金が確保できる予想が成り立ち、地価や住宅価格の上昇が予想されることから、今のうちに住宅ローンを借りてでも、住宅を手に入れようとする人が増えるので、住宅ローンの取り扱いがふえて、金融機関のローン残高も増える。特に、景気の上昇が鮮明になり、ローン金利の上昇が見込まれるときには駆け込み的に申し込みが増える。個人についても、住宅ローン金利の変動については敏感になっている。
金利についても、景気循環とともに変動するがこれについては、当該項目を参照のこと。

### 政府・自治体
好景気になると、税収が増え財政赤字が減少する。不景気になると、失業給付や公共事業が必要になる一方で、税収が減少し財政赤字になる（ビルト・イン・スタビライザー）。

## 景気の表現の仕方
景気には、四局面の内で、谷や山が著しくなる場合などがあり、いろいろな表現のされ方をする。
ユーフォリア
陶酔的熱狂という意味で、設備投資や資産投機が盛り上がる理想的な状態。物価上昇率と失業率が共に低下する。資産高騰の反動が起きるリスクもあるが、状況の最中においては「理想的」に見える。1980年代前半の世界経済は、オイルショック（第1次・第2次石油危機）後の原油価格低下の中でインフレなき高成長を達成した。
恐慌
設備投資後退に端を発する深刻な不景気。資産価格の低下などを招き、金融危機を併発するとより事態は深刻化する。物価が低落し、失業率も10%を超えるなどして不況感が蔓延する。デフレスパイラルが発生する場合もある。19世紀においては定期的に起きていた。
記録に残る中で史上最も深刻だった恐慌は世界恐慌である。その後、第二次世界大戦後は管理された経済政策が普及し、発生の頻度は低下した。しかし、1990年代以後、ユーロダラーの動きに合わせて新興諸国で金融危機と恐慌のような状況が併発している。
ソフトパッチ
2004年後半の世界経済における一時的調整で使われた言葉。景気後退までに至らず停滞状態で調整が完了する。緩やかな成長鈍化の状態。
スタグフレーション
物価上昇と、景気後退が併存する状態。詳細はスタグフレーションにて。
ジョブレスリカバリー
景気が回復し始めても、雇用が回復しない状況。1990年代初めのアメリカ経済の状況がこう呼ばれた。
ジョブロスリカバリー
景気が回復し始めても雇用が回復せず、雇用が減少する状況。2000年代初めのアメリカ経済の状況がこう呼ばれた。
ソフトランディング
好景気の最終段階において、調整局面へ入る際の減速や下降が緩やかなこと。
ハードランディング
好景気の最終段階において、調整局面へ入る際の減速や下降が激しいこと。

## 日本における景気循環

### 内閣府による定義
日本の場合、景気の判断および景気循環（景気基準日付）の判定は、内閣府が発表している景気動向指数・景気合成指数（DI・CI）を用いて景気の局面を判断するのが一般的である。景気動向指数には、先行（景気に先行して動く指標）、一致（景気に一致して動く指標）、遅行（景気より遅れて動く指標）の3系列が存在する。
内閣府が発表している日本の景気循環は2局面分割であり、山、谷の時期（景気基準日付）は山や谷を過ぎてからかなりの時間が経過しないと確定しない。このため現時点で景気が拡張（拡大）局面にあるのか後退局面にあるのかという政府の公式判断は、内閣府が月例経済報告等に関する関係閣僚会議に報告している、月例経済報告による。
景気動向指数は、1950年に、H・L・ムーア（アメリカの統計経済学者）によって作成されているため、それ以前の記録はなく、日本においていつから統計をとっていたかは明らかにしていない。そのため、景気基準日付の第一循環の谷は決まっていない。
景気基準日付の拡張（拡大）期間や後退期間の景気の名称は、主にメディアや民間企業の経済研究所、経済学者、経済評論家などで名づけられて用いられているため通称や俗称、ニックネームだが、政府や省庁、日銀、都道府県などでも資料で景気の名称を表記する場合がある。また、ごく一部でしか使用されていない景気の名称もある。出典が明記されていない景気の名称は、出典が見つかっていない景気の名称であるので取り扱いに注意が必要である。
| 循環 （全期間）     | 谷                          | 拡張期間 | 山                          | 後退期間 | 谷                          | 拡張期間の景気の名称 | 後退期間の景気の名称 |
| ------------------- | --------------------------- | -------- | --------------------------- | -------- | --------------------------- | --- | --- |
| 第1循環             |                             |          | 1951年6月 （昭和26年6月）   | 4か月    | 1951年10月 （昭和26年10月） | 朝鮮戦争 朝鮮戦争景気 朝鮮戦争ブーム 朝鮮動乱 朝鮮動乱ブーム 朝鮮ブーム 朝鮮特需 朝鮮特需景気 朝鮮特需ブーム 朝鮮戦争特需 朝鮮戦争特需景気 特需景気 特需ブーム 特需 特需・特需ブーム 吉田景気 ガチャマン景気 糸へん景気 金へん景気 復興景気   | 特需反動不況 反動不況 朝鮮戦争の反動 休戦不況 朝鮮特需 特需景気 吉田景気 |
| 第2循環 （37か月）  | 1951年10月 （昭和26年10月） | 27か月   | 1954年1月 （昭和29年1月）   | 10か月   | 1954年11月 （昭和29年11月） | 朝鮮特需 朝鮮戦争特需 朝鮮ブーム 特需景気 投資・消費景気 投資景気 消費景気 吉田景気 三白景気 3パ景気 復興景気 | 昭和29年不況 29年不況 54年不況 1954年不況 朝鮮戦争後の不況 ブーム反動 朝鮮特需 吉田景気 |
| 第3循環 （43か月）  | 1954年11月 （昭和29年11月） | 31か月   | 1957年6月 （昭和32年6月）   | 12か月   | 1958年6月 （昭和33年6月）   | 神武景気 数量景気 朝鮮特需 輸出景気 天照らす景気 | なべぞこ景気 なべ底景気 ナベ底景気 鍋底景気 なべ底論 なべ底不景気 なべ底不況 鍋底不況 昭和32年不況 1957年不況 昭和33年不況 1958年不況 |
| 第4循環 （52か月）  | 1958年6月 （昭和33年6月）   | 42か月   | 1961年12月 （昭和36年12月） | 10か月   | 1962年10月 （昭和37年10月） | 岩戸景気 高原景気 数量景気 | 昭和37年不況 37年不況 62年不況 1962年不況 転型期不況 転型期論 構造転換不況 転換型不況 転換期不況 構造不況 |
| 第5循環 （36か月）  | 1962年10月 （昭和37年10月） | 24か月   | 1964年10月 （昭和39年10月） | 12か月   | 1965年10月 （昭和40年10月） | 東京オリンピック 東京五輪 オリンピック景気 東京オリンピック景気 五輪景気 東京五輪景気 オリンピック特需 五輪特需 ポスト岩戸景気 建設特需 | 構造不況 証券不況 証券恐慌 昭和40年不況 40年不況 1965年不況 65年不況 転型期不況 |
| 第6循環 （74か月）  | 1965年10月 （昭和40年10月） | 57か月   | 1970年7月 （昭和45年7月）   | 17か月   | 1971年12月 （昭和46年12月） | いざなぎ景気 イザナギ景気 伊弉諾景気 ベトナム特需 | ドル・ショック アメリカドル・ショック ドルショック不況 ニクソン・ショック ニクソンショック ニクソンショック不況 ニクソン不況 ニクソン危機 構造不況 3K不況 昭和45年不況 45年不況 1970年不況 70年不況 1971年不況 昭和46年不況 円切上げ論 円切上げ 円切り上げ不況 エンキリ エンキリ不況 円不況 円高 第1次円高   |
| 第7循環 （39か月）  | 1971年12月 （昭和46年12月） | 23か月   | 1973年11月 （昭和48年11月） | 16か月   | 1975年3月 （昭和50年3月）   | 日本列島改造論 列島改造論 日本列島改造ブーム 列島改造ブーム 日本列島改造景気 列島改造景気 角栄景気 価格景気 インフレ景気 円不況 円高 | オイル・ショック オイルショック 第一次オイルショック 第1次オイルショック不況 石油ショック 石油ショック不況 第1次石油ショック 石油危機 石油危機不況 第1次石油危機 第1次石油危機不況 第1次石油不況 1974年不況 74年不況 昭和49年不況 49年不況 世界同時不況 スタグフレーション 列島改造ブーム 角栄景気           |
| 第8循環 （31か月）  | 1975年3月 （昭和50年3月）   | 22か月   | 1977年1月 （昭和52年1月）   | 9か月    | 1977年10月 （昭和52年10月） | 安定成長景気 省エネルギ景気 省エネ景気 輸出景気 世界同時不況 スタグフレーション スタグフレーション期 | ミニ・リセッション ミニ不況 円高 円高不況 第1次円高不況 スタグフレーション期 景気中だるみ |
| 第9循環 （64か月）  | 1977年10月 （昭和52年10月） | 28か月   | 1980年2月 （昭和55年2月）   | 36か月   | 1983年2月 （昭和58年2月）   | 公共投資景気 機関車論 安定成長景気 省エネ景気 第2次オイルショック スタグフレーション期 | 第二次オイルショック 第2次オイルショック不況 第2次石油ショック 第2次石油危機 第2次石油危機不況 第2次石油不況 世界同時不況 行革不況 スタグフレーション期 バブル景気 日本製品ブーム |
| 第10循環 （45か月） | 1983年2月 （昭和58年2月）   | 28か月   | 1985年6月 （昭和60年6月）   | 17か月   | 1986年11月 （昭和61年11月） | レーガノミクス レーガン景気 ハイテクノロジ景気 ハイテク景気 安定成長景気 円安景気 輸出景気 バブル景気 貿易摩擦 日米貿易摩擦 貿易戦争 日米貿易戦争 行革不況 内需不況                                                                           | 円高不況 円高 第2次円高不況 第2次円高 プラザ合意 プラザ不況 貿易不況 バブル景気 |
| 第11循環 （83か月） | 1986年11月 （昭和61年11月） | 51か月   | 1991年2月 （平成3年2月）    | 32か月   | 1993年10月 （平成5年10月）  | バブル経済 バブル経済期 バブル景気 バブル期 バブル 昭和バブル 平成バブル 平成バブル景気 平成景気 泡沫景気 円高景気 内需景気 官製不況 | バブル経済崩壊 バブル崩壊 バブル崩壊後不況 バブル崩壊不況 バブル後不況 バブル不況 平成バブル不況 平成大不況 平成不況 第一次平成不況 複合不況 消費不況 官製不況 マスコミ・ムード不況 |
| 第12循環 （63か月） | 1993年10月 （平成5年10月）  | 43か月   | 1997年5月 （平成9年5月）    | 20か月   | 1999年1月 （平成11年1月）   | 復興モバイル景気 インターネット・バブル ITバブル ドットコムバブル ミニバブル さざ波景気 カンフル景気 平成景気 橋本景気 金融不安 平成不況 複合不況 官製不況                                                                                    | 日本列島総不況 列島総不況 平成不況 第二次平成不況 平成金融恐慌 アジア通貨危機 アジア通貨危機不況 アジア金融危機 アジア経済危機 アジア危機 金融危機・アジア危機 金融危機 金融危機不況 金融不況 金融不安 複合不況 デフレ不況 官製不況 消費税 消費税増税不況 消費税増税 消費増税 消費税・アジア危機・金融危機   |
| 第13循環 （36か月） | 1999年1月 （平成11年1月）   | 22か月   | 2000年11月 （平成12年11月） | 14か月   | 2002年1月 （平成14年1月）   | インターネット・バブル ITバブル ITバブル景気 IT景気 ITブーム 情報技術バブル景気 ドットコムバブル 平成景気 小渕景気 平成不況 複合不況 官製不況                                                                                                 | ITバブル崩壊 アメリカITバブル崩壊 ITバブル崩壊後不況 ITバブル崩壊不況 IT不況 デフレ不況 平成不況 第三次平成不況 複合不況 官製不況 失われた10年 |
| 第14循環 （86か月） | 2002年1月 （平成14年1月）   | 73か月   | 2008年2月 （平成20年2月）   | 13か月   | 2009年3月 （平成21年3月）   | いざなみ景気 イザナミ景気 伊弉冉景気 いざなぎ景気 小泉改革景気 小泉景気 かげろう景気 平成景気 デジタル景気 デジカメ景気 いざなぎ越え景気 いざなぎ越え いざなぎ超え 円安景気 出島景気 輸出景気 米国住宅バブル ミニバブル期 官製不況 建基法不況 | リーマン・ショック リーマン・ショック不況 リーマン崩壊不況 リーマン不況 リーマン恐慌 リーマン危機 世界金融危機 世界金融危機不況 世界金融不況 世界同時不況 サブプライム 米国住宅バブル崩壊 官製不況 建基法不況 いざなみ景気                                                                                   |
| 第15循環 （44か月） | 2009年3月 （平成21年3月）   | 36か月   | 2012年3月 （平成24年3月）   | 8か月    | 2012年11月 （平成24年11月） | デジャブ景気 エコロジ景気 エコ景気 米国QE 世界金融危機 失われた20年 | 欧州経済危機 欧州債務危機不況 欧州危機 ユーロ危機不況 ギリシャ危機 震災不況 円高 円高不況 超円高ショック |
| 第16循環 （90か月） | 2012年11月 （平成24年11月） | 71か月   | 2018年10月 （平成30年10月） | 19か月   | 2020年5月 （令和2年5月）    | アベノミクス アベノミクス景気 安倍景気 アベクロミクス景気 ミニバブル いざなぎ超え 円安景気 | 貿易摩擦 米中貿易摩擦 貿易戦争 米中貿易戦争 コロナショック 新型コロナショック コロナ危機 新型コロナ危機 コロナ不況 新型コロナ不況 新型コロナウイルス感染症禍 新型コロナウイルス禍 コロナ禍 新型コロナ禍 貿易戦争・コロナショック 貿易戦争・コロナショック不況 貿易戦争・コロナ危機 令和不況 アベノミクス景気 |
| 第17循環            | 2020年5月 （令和2年5月）    |          |                             |          |                             | 令和景気 ミニバブル コロナ禍 失われた30年 | |

### 一時的な景気変動
・東日本大震災（2011年3月）：第15循環の拡張期間中に発生。一時的に経済活動が低下して景気が悪化した。ただし、経済の大半の部門に持続的に波及する景気後退面には該当しないものと評価され、拡張期間を維持した。

### 新型コロナショック後の2020年（令和2年）5月から2024年（令和6年）6月までの景気動向指数
内閣府による景気基準日付で設定された新型コロナショック後の2020年（令和2年）5月から2024年（令和6年）6月までの景気動向指数（CI一致指数）を示す。値は2020年（令和2年）の100とした時の値である。
| 年月                 | 指数       | 指数 |
| 年月                 | CI一致指数 |      |
| -------------------- | ---------- | ---- |
| 2020年（令和2年）5月 | 87.2       |      |
| 6月                  | 90.6       |      |
| 7月                  | 94.5       |      |
| 8月                  | 96.1       |      |
| 9月                  | 99.0       |      |
| 10月                 | 103.4      |      |
| 11月                 | 103.5      |      |
| 12月                 | 103.9      |      |
| 2021年（令和3年）1月 | 106.3      |      |
| 2月                  | 105.8      |      |
| 3月                  | 108.4      |      |
| 4月                  | 110.8      |      |
| 5月                  | 109.0      |      |
| 6月                  | 110.0      |      |
| 7月                  | 109.2      |      |
| 8月                  | 106.8      |      |
| 9月                  | 104.8      |      |
| 10月                 | 106.9      |      |
| 11月                 | 111.6      |      |
| 12月                 | 111.8      |      |
| 2022年（令和4年）1月 | 110.9      |      |
| 2月                  | 111.2      |      |
| 3月                  | 111.5      |      |
| 4月                  | 111.8      |      |
| 5月                  | 111.1      |      |
| 6月                  | 113.4      |      |
| 7月                  | 113.7      |      |
| 8月                  | 115.0      |      |
| 9月                  | 114.5      |      |
| 10月                 | 114.0      |      |
| 11月                 | 113.7      |      |
| 12月                 | 113.4      |      |
| 2023年（令和5年）1月 | 111.5      |      |
| 2月                  | 114.2      |      |
| 3月                  | 114.2      |      |
| 4月                  | 114.4      |      |
| 5月                  | 114.7      |      |
| 6月                  | 115.6      |      |
| 7月                  | 114.2      |      |
| 8月                  | 114.6      |      |
| 9月                  | 114.7      |      |
| 10月                 | 115.9      |      |
| 11月                 | 114.6      |      |
| 12月                 | 115.9      |      |
| 2024年（令和6年）1月 | 112.1      |      |
| 2月                  | 111.6      |      |
| 3月                  | 113.6      |      |
| 4月                  | 115.2      |      |
| 5月                  | 117.1      |      |
| 6月                  | 113.2      |      |

## 景気ウォッチャー調査
上記のような景気循環は、ほぼ景気動向指数の数値の結果から判断されたものである。しかし、数値上の景気と実感する景気が一致しないことがあるため、景気の実感が景気循環と異なることがある。そのため、景気ウォッチャー調査で実質的な景気は判断される。この景気ウォッチャー調査は、3か月前と比べた景気（現状判断DI）と、2、3か月先の景気の先行き（先行き判断DI）が調査され、いずれの結果も、50%のときが「不変」。50%を超えた場合「景気がよくなった/よくなるだろう」。50%を下回った場合「景気が悪くなった/悪くなるだろう」となる。結果は、内閣府から発表される。